# Ensemble Opera Diversa
Ensemble Opera Diversa je brněnský divadelní soubor profesionálních hudebníků a zpěváků, kteří interpretují operu a hudbu „diversně“, tedy odlišně. Počátky souboru sahají do roku 1999, pod názvem Ensemble Opera Diversa vystupuje soubor od roku 2003. Soubor zpřístupňuje vážnou komorní hudbu i (mini)opery nejširšímu publiku, nejčastěji v neformálním (bezprostředním) prostředí. Jádrem souboru jsou dva zakládající členové Ondřej Kyas a Pavel Drábek, kteří pro ansámbl tvoří hudební a hudebně-dramatická díla, ve kterém se stírá odstup mezi interprety a posluchači. Mottem, které vyjadřuje umělecký program EOD, je OPERA – HUDBA – MEDVĚD – ZEMĚTŘESENÍ. Motto vzdává hold Benedettu Marcellovi a jeho spisku Divadlo podle módy (1721).

## Historie souboru Ensemble Opera Diversa
Pod názvem Ensemble Opera Diversa vystupuje soubor od roku 2003, avšak založen byl už v roce 1999. V tomto roce byla uvedena první autorská miniopera The Parrot (Papoušek) na motivy básně E. A. Poea Havran. Od té doby uvedl Ensemble Opera Diversa třináct původních autorských kusů a sehrál stovky koncertů klasické hudby v České republice i v zahraničí, kde vystupuje na hudebních festivalech v Rakousku a Itálii, na které je pravidelně zván. Soubor je vyhledáván pro svůj nový, osobitý přístup k interpretaci klasické i moderní hudby.
Roku 2010 se ansámbl rozrostl o bývalý studentský sbor Kamuffláž, posléze přejmenovaný na Ensemble Versus, komorní sbor pro duchovní hudbu. Jeho sbormistr Vladimír Maňas tehdy také začal pro soubor pracovat jako dramaturg koncertních projektů. Na počátku existence Ensemble Opera Diversa byla hodinová prostorová kompozice díla Stabat Mater, jehož autorem je dvorní skladatel Ondřej Kyas.  Toto dílo bylo složeno pro komorní orchestr, varhany, sóla (soprán a bas), velký a malý sbor. Inscenace byla uvedena pod taktovkou Jana Ocetka v podání orchestru Ensemble Opera Diversa, smíšeného sboru VUT Vox Iuvenalis (sbormistr Jan Ocetek) a komorního sboru Versus v kostele sv. Augustina v Brně 22. března 2010. Koncert v přímém přenosu přenášelo Radio Proglas. Úspěch Stabat Mater povzbudil soubor k založení další koncertní linie: vedle vlastních orchestrálních koncertů a vystoupení Ensemble Versus (nejčastěji v podobě zpívaných rozjímání podle příslušné liturgické doby, sestavených ze skladeb 16. a 20. století) se tak Ensemble Opera Diversa snaží o uvedení alespoň jednoho koncertu soudobé duchovní hudby ročně.
V brněnských premiérách byly takto uvedeny mimo jiné skladby Ondřeje Štochla, Hany Škarkové, Ondřeje Kyase, Miloše Štědroně, Petera Grahama, Radima Bednaříka, Davida Matthewse, Roberta Hejnara, Pavla Zemka Nováka, Františka Gregora Emmerta a dalších.
Ensemble Opera Diversa tak v současnosti (2019) tvoří komorní orchestr, sólisté, zpěváci, herci a komorní sbor Ensemble Versus.

## Soubory v rámci Ensemble Opera Diversa
Operní ensemble uvádí původní tvorbu autorské dvojice Ondřej Kyas | Pavel Drábek. Jedná se o kratší miniopery, na produkcích často doprovázené vystoupením komorního orchestru v kombinovaném programu klasické a původní tvorby. Miniopery vznikly jako specifický, svébytný žánr kratších operních zpěvoher, obvykle humorně laděných. Patrná je inspirace barokním příběhem, lidovými pověrami, japonským uměním a v neposlední řadě barokními lidovými operami (někdy nazývané „hanácké“). Mnohé miniopery jsou oslavou osobitých míst v České republice (Polabí v Mluvícím dobytku) nebo konkrétních přírodních jevů (hydrologická árie Labe). Ensemble Opera Diversa v současnosti (2019) tvoří komorní orchestr, sólisté, zpěváci, herci a komorní orchestr Ensemble Versus.

### Smyčcový orchestr
Smyčcový orchestr Ensemble Opera Diversa je nedílnou součástí souboru. Vznikl v roce 2005 a je od počátku veden koncertním mistrem Janem Bělohlávkem. Dramaturgem je Vladimír Maňas. Ansámbl je podle okolností rozšiřován o bicí nebo dechovou sekci. Dirigentkou, která s ansámblem nejčastěji a pravidelně od roku 2006 pracuje, je Gabriela Tardonová. Na operních i koncertních projektech však soubor spolupracoval s řadou dalších dirigentů: s Tomášem Hanákem (Společná smrt milenců v Šinagawě), Andreasem Kröperem (novodobá premiéra Salieriho Gratulační kantáty pro hraběte Haugwitze v Náměšti nad Oslavou), Vítem Spilkou, Janem Ocetkem a Tomášem Krejčím. Soubor během roku uvede ve vlastní produkci přibližně tři až pět tematických projektů. V roce 2010, kdy mělo premiéru oratorium Ondřeje Kyase, Stabat Mater, vznikla tradice uvádění jednoho až dvou chrámových koncertů ročně. Při těchto příležitostech vystupuje také sbor Ensemble Versus. Orchestr je zároveň vyhledávaným interpretem klasické hudby (Johann Sebastian Bach, Wolfgang Amadeus Mozart, Leoš Janáček, Joseph Haydn a další) i moderních skladatelů (Kreuz, Steinkogler, Hueber). Doprovází také koncerty sólistů, například koncert Miloslava Jelínka na 8. mezinárodním setkání kontrabasistů v Brně 2007. Mezi nejdůležitější autorské počiny patří celovečerní kratochvilná opera Pickelhering 1607 aneb Nový Orfeus z Bohemie (2007) pro dvacetičlenný orchestr a devět zpěváků, a polovečerní opera Společná smrt milenců v Šinagawě (2009), která byla realizována v režii Tomáše Studeného, dále celovečerní opera Dýňový démon ve vegetariánské restauraci (2010) pro 4 zpěváky, mužský sbor, šéfkuchaře a 7 muzikantů, celovečerní opera Ponava (Zmizelé řeky) z roku 2013 pro 6 zpěváků a komorní orchestr a dále hry s písněmi Everyman čili Kdokoli (2013) a Leviathan (2014). Ensemble Opera Diversa nepřináší banální nebo notoricky známé kusy a vyhýbá se úzkému vřazení do proudu soudobé vážné hudby. Usiluje o vznik zajímavých programů a dialog s otevřeným posluchačem. Jednotlivé programy obvykle propojují tvorbu 20. století se skladbami soudobými, především díly kmenového autora Ensemble Opera Diversa Ondřeje Kyase a spřízněných autorů. V premiéře tak orchestr uvedl díla Františka Emmerta, Maximiliana Kreuze, Ondřeje Štochla a Petera Grahama. Orchestrální koncerty jsou koncipovány především pro menší koncertní sály. Z hlediska délky mohou být jednotlivé programy případně zkráceny a provedeny bez přestávky v celkové délce zhruba jedné hodiny.

### Opera
„Ensemble Opera Diversa uvádí autorské komorní opery. Spolupracuje s řadou skladatelů – uvedla díla Miloše Štědroně, Ivo Medka, Aloise Piňose a Lukáše Sommera.“ Avšak ze všech skladatelů, jejichž díla byla souborem uvedena, se na operní činnosti nejvíce projevilo autorské duo Kyas-Drábek. Společně vytvořili pro soubor 4 celovečerní komorní opery a bezmála dvě desítky minioper. Všechna tato díla jsou součásti repertoáru souboru. Významným činitelem, jenž často zasahuje i do samotných oper, je inscenační tým, který tvoří režisér Tomáš Studený, scénografka Sylva Marková a dirigentka Gabriela Tardonová. Opery Ensemble Opera Diversa vznikají pro konkrétní zpěváky a konkrétní uvedení. Důležitou roli zde hraje spolupráce s konkrétními umělci. Na spolupráci se podíleli: sopranistka Lucie Kašpárková, sopranistka Hana Škarková, v minulosti sopranistka Ivana Rusko (dříve Krejčiříková), tenorista Jakub Tuček, barytonista Aleš Janiga, basista Jan Šťáva, basista Aleš Procházka a další.

### Sbor
V roce 2003 vznikl pod názvem Kamuffláž komorní sbor studentů Filozofické fakulty Masarykovy univerzity (FF MU) v Brně, který se v roce 2009 přejmenoval na Ensemble Versus. V témže roce se stal součástí Ensemble Opera Diversa. Sbor působí pod záštitou Ústavu hudební vědy FF MU a byl založen Vladimírem Maňasem.
Repertoár sboru je soustředěn na duchovní hudbu 16. století (Josquin Despresz, Pierre de La Rue, Heinrich Isaac, Jacobus Vaet, Jacobus Handl Gallus, Carlo Gesualdo da Venosa, Giovanni Gabrieli), 20. století (Francis Poulenc, Marcel Duruflé, Bohuslav Martinů, Benjamin Britten, Petr Eben, Ivan Hrušovský) a na duchovní díla současných skladatelů (Ondřej Kyas, Alain De Ley, František Emmert).
Na programech duchovní hudby přelomu 16. a 17. století sbor vystupuje s ansámblem dechových nástrojů Capella Ornamentata. V roce 2017 ve spolupráci s tímto souborem vydal sbor své první CD, věnované dílu pozdně renesančního skladatele Nicolause Zangia. 
Soubor se kromě vlastních vystoupení podílí i na větších vokálně-instrumentálních projektech a to například na provedení Requiem Wolfganga Amadea Mozarta a Antonia Salieriho (dirigent Andreas Kröper) s orchestrem Concertino notturno Praha a sólisty v rámci Smetanovských dnů Plzeň v únoru 2009. V roce 2018 vystoupil sbor poprvé se souborem historických nástrojů Musica figuralis (dir. Marek Čermák), s nímž v novodobé premiéře uvedl řadu moravských a slezských skladeb druhé poloviny 18. století.
Ensemble Versus tak vystoupil i na několika významných festivalech a to například na festivalu Smetanovské dny (Plzeň 2009), Musica figuralis (Želiv 2015), Svatováclavský festival hudby a umění (Kralice 2017, Jasenice 2018), Festival barokních umění Český Krumlov (2017), Hudební výlety SHF (Ostrava-Zábřeh, Bolatice, Javorník 2018) a Podzimní festival duchovní hudby Olomouc (2018).    

## Opery a hry s písněmi

### Pickelhering 1607
Opera Pickelhering 1607 aneb Nový Orfeus z Bohemie vypráví příběh kočovných komediantů, kteří přicházejí do Jindřichova Hradce zahrát na oslavách výročí sňatku pana Slavaty s jeho ženou Lucií a zároveň vzdává hold Monteverdiho opeře Orfeo z roku 1607. Pickelhering 1607 byl premiérován v říjnu 2007 při příležitosti čtyřstého výročí uvedení Monteverdiho opery.

### Společná smrt milenců v Šinagawě
Společná smrt milenců v Šinagawě je polovečerní komorní opera autorské dvojice Ondřej Kyas | Pavel Drábek pro 5 zpěváků, tanečnici a 10 muzikantů. Koncertní premiéra proběhla 24. listopadu 2008, scénická 17. února 2009. Poetický příběh o stárnoucí kurtizáně Hanako, která se ze dne na den rozhodla skoncovat se starým životem. Než starý život odžije, dobíhají vžité návyky. Největšími překážkami jsou její nejbližší; ti vědí, co v Hanako mají a dovolávají se starých způsobů i nadále. Dramatický příběh se odehrává na pozadí jarního dne v rozkvetlém pobřežním městě Šinagawa.

### Dýňový démon ve vegetariánské restauraci
Dýňový démon ve vegetariánské restauraci je celovečerní komorní opera autorské dvojice Ondřej Kyas | Pavel Drábek pro 4 zpěváky, mužský sbor, šéfkuchaře a 7 muzikantů. Premiéra proběhla 30. října 2010 v Brně a 31. října 2010 v Praze. Na jevišti je instalována vegetariánská restaurace, ve které se děj odehrává. Je podzim, přelom října a listopadu. Majitel vegetariánské restaurace slibuje svým hostům nový a jedinečný kulinární i umělecký zážitek. Jídlo se v jeho slovech stává říší dokonale estetickou. Jeho pragmatická žena, Majitelová, ztrácí s manželem trpělivost a oba se pohádají. Majitelová uražena odchází. Puristický číšník Pinkl Majiteli vyčítá nesváry a nevrlý Majitel ho ze své restaurace vykáže. Ocitne se s hosty a s kuchyňským personálem sám a na dně. V tu chvíli přemožen patrně usíná a zřejmě ve snu se mu zjevuje mladá dívka přicházející z venkova. Zjeví se mu jako démon čerstvě zaříznuté Dýně, která je právě vařena v jeho kuchyni. Svou letní krásou a mládím mu učaruje, on jí propadá a ona se zmocňuje celé restaurace i personálu. Vrací se Pinkl přestrojen za Vymítače démonů z Bayreuthu a snaží se ji přemoci. Sám je však poražen. V přestrojení za démona dýňového nákypu vstoupí Majitelová a Dýni přemáhá v souboji (Dýně jako surovina musí ustoupit hotovému pokrmu). Majitelová přináší hotový pokrm, její manžel Majitel se probouzí ze svého snu a poblouznění a Majitelová pokrm rozdává teplý pokrm hostům a ohlašuje příchod zimy.

### Ponava (Zmizelé řeky)
Ponava je celovečerní komorní opera autorské dvojice Ondřej Kyas | Pavel Drábek pro 6 zpěváků a komorní orchestr. Premiéra proběhla 2. prosince 2013. Dílo je věnováno městu a jeho řekám a otevírá téma zamlčované minulosti. Hra se dotýká mnoha nepohodlných věcí a otázek ukrytých hluboko v podzemí, stejně tak ale i v nás samotných. Jak často si vytváříme, přizpůsobujeme a ochočujeme historii?

### Everyman čili Kdokoli
Everyman čili Kdokoli je hra s písněmi, rozšířená z rozhlasové hry pro ČRo 3 Vltava podle stejnojmenné středověké morality. Autory jsou Ondřej Kyas a Pavel Drábek a premiéra proběhla 23. srpna 2013. Hra je pro 5 zpěváků, z nichž každý představuje dvě role a klavírní doprovod. Everyman vznikl na objednávku Českého rozhlasu 3 Vltava jako původní rozhlasová hra.

### Leviathan
Leviathan je hra s písněmi o touze, životě a smrti. Autory jsou Pavel Drábek, Mark McLaughlin, Lizza Steel a Ondřej Kyas. Premiéra proběhla 8. prosince 2014 v Mozartově sále divadla Reduta v Brně. Tato hra je pro 4 zpěváky a tři muzikanty: klavír, violoncello a klarinet.

### Čaroděj a jeho sluha
Čaroděj a jeho sluha je strašidelná pohádková opera podle stejnojmenné bretaňské pohádky. Tajemný a napínavý příběh vyprávěný a hraný v bezprostřední blízkosti diváků provází řada iluzionistických a pyrotechnických triků. V pořadí pátá celovečerní opera autorské dvojice Ondřej Kyas | Pavel Drábek je napsaná jako virtuózní trojkoncert na míru Lucii Kašpárkové, Ondřeji Koplíkovi a Janu Šťávovi, kteří vstupující v několika rolích. Jako vypravěči vystoupí zkušení diversní sólisté Pavla Radostová, Jakub Tuček a Aleš Janiga.

### Chameleon
Operní fraška podle Ludvíka Kundery. Přizpůsobivý jako Chameleon byl ministr osmi vlád, francouzský politik v období francouzské revoluce a napoleonského režimu, Joseph Fouché. Představení Chameleon aneb Josef Fouché vzniklo v roce 1984 pro Divadlo na provázku v tvůrčím týmu Miloš Štědroň, Ludvík Kundera, Petr Oslzlý a Peter Scherhaufer. Autorem hudby a libreta je Miloš Štědroň.